# Gripsholm (film)
Pour plus de détails, voir Fiche technique et Distribution.
Gripsholm est un film dramatique germano-austro-suisse réalisé par Xavier Koller et sorti en 2000.
Il s'agit d'une adaptation de Schloß Gripsholm. Eine Sommergeschichte (de) paru en 1931 et écrit par Kurt Tucholsky (1890-1935).

## Synopsis
En 1932, l'écrivain berlinois Kurt a été chargé par son éditeur d'écrire une histoire d'été légère, car ses écrits politiques ne sont plus accueillis avec bienveillance dans le sillage de la montée du nationalisme. Avec son amie Lydia, qu'il appelle Princesse, il se rend à Strängnäs, en Suède, où le couple profite de l'idylle estivale au château de Gripsholm, jusqu'à ce que l'ami de Kurt, Karlchen, fasse son apparition au bout d'un certain temps. Ce dernier lui apprend qu'il est menacé d'un procès à Berlin. L'écrivain décide alors de rester en exil en Suède.

## Fiche technique
- Titre original : Gripsholm[1],[2]
- Réalisateur : Xavier Koller
- Scénario : Xavier Koller, Stefan Kolditz (de)
- Photographie : Pio Corradi (de)
- Montage : Patricia Rommel (de)
- Musique : Kolsimcha – The World Quintet (de)
- Production : Thomas Wilkening (de)
- Sociétés de production : Catpics
- Pays de production :  Suisse -  Autriche -  Allemagne
- Langue originale : allemand
- Format : couleurs - 2,35:1 - Son Dolby Digital - 35 mm
- Durée : 100 minutes
- Genre : drame
- Dates de sortie :
  - Suisse : 4 octobre 2000 (Zurich)
  - Allemagne : 16 novembre 2000
  - Autriche : 26 janvier 2001
  - Belgique : 13 octobre 2001 (Festival du film de Gand)

## Distribution
- Ulrich Noethen : Kurt
- Heike Makatsch : Princesse
- Jasmin Tabatabai : Billie
- Rudolf Wessely : Rédacteur en chef / éditeur
- Marcus Thomas : Karlchen
- Horst Krause : Consul général
- Leif Liljeroth : Baron Valberg
- Inger Nilsson : Mme Andersson
- Anette Felber : Mme Adriani
- Sara Föttinger : Ada
- Katharina Blaschke : Nièce hagarde
- Gerlinde Klug : Nièce muette
- Giora Seeliger : Collègue
- Lena Reichmuth : Collègue (en tant que Bernarda Reichmuth)
- Christiane Brammer : intérimaire